# Quique Medina
Enrique Medina Ortega, conocido como Quique Medina, (Attendorn, Alemania, 14 de septiembre de 1974) es un exfutbolista español. Jugaba de defensa y su primer club fue el Valencia C. F.

## Carrera
Comenzó su carrera en 1994 jugando para el Valencia CF. Jugó para el club hasta 1995. Ese año se pasó al Alavés. Se mantuvo en ese equipo hasta 1996. En ese año se marchó al Villarreal CF. Se mantuvo hasta 1999. En ese año se pasó al CD Numancia de Soria. En ese mismo año regresó al Villarreal CF. Jugó para ese club hasta 2001. En ese año pasó a la UD Salamanca, estando ligado hasta el año 2002. En ese mismo año regresó al Villarreal CF. Estuvo ligado a ese equipo hasta el año 2003. En ese año se pasó al Getafe CF, manteniéndose en el equipo hasta el año 2005. En ese año se pasó al Elche CF. Se retiró en el año 2006. 

## Selección nacional
Ha sido internacional con la Selección de fútbol de España sub-19.

## Clubes
| Club                    | País   | Año       |
| ----------------------- | ------ | --------- |
| Valencia C. F.          | España | 1994-1995 |
| Deportivo Alavés        | España | 1995-1996 |
| Villarreal C. F.        | España | 1996-1999 |
| C. D. Numancia de Soria | España | 1999      |
| Villarreal C. F.        | España | 1999-2001 |
| U. D. Salamanca         | España | 2001-2002 |
| Villarreal C. F.        | España | 2002-2003 |
| Getafe C. F.            | España | 2003-2005 |
| Elche C. F.             | España | 2005-2006 |

- Datos: Q11681496